# 1 Odcinek Straży Granicznej (III Rzesza)
1 Odcinek Straży Granicznej (Grenzschutz-Abschnitts-Kommando 1, G-AK 1; inaczej Korpus Kaupischa) – niemiecki oddział graniczny okresu III Rzeszy.
Brał udział w niemieckiej agresji na Polskę we wrześniu 1939 w składzie 4 Armii Günthera von Kluge. 
11 września 1939 maszerując od trzech stron w kierunku Gdyni napotkał na gwałtowny opór Wojska Polskiego.
Dowódcą korpusu był General der Flieger Leonhard von Kaupisch (1878-1945).